# Éliminatoires de la zone Océanie de la Coupe du monde de football 2022
Navigation
Éliminatoires de la Coupe du monde 2018 Éliminatoires de la Coupe du monde 2026

Europe • Afrique • Amérique du Nord, Amérique centrale et Caraïbes
Amérique du Sud • Asie • Océanie

Les éliminatoires de la zone Océanie pour la Coupe du monde 2022 sont organisés dans le cadre de la Confédération du football d'Océanie (OFC) et concernent 9 sélections nationales pour 0 ou 1 place qualificative.

## Format
Après de multiples reports liés à la crise sanitaire du Covid-19, la FIFA a annoncé, en octobre 2021, pouvoir organiser un tournoi de qualification regroupant 7 à 8 équipes du 14 mars au 5 avril 2022 au Qatar. Les modalités n'ont pas été précisées lors de cette annonce. Le vainqueur de ce tournoi sera qualifié pour un barrage intercontinental.
Le 29 novembre 2021, la FIFA précise le format de ces éliminatoires et modifie les dates de la compétition, qui se déroule désormais du 14 au 30 mars 2022. Les Samoa et les Samoa américaines ayant déclaré forfait, 9 équipes sont engagées dans cette compétition prévue en quatre tours :
- Un match de barrage préliminaire entre les deux associations les moins bien classées au classement FIFA
- Une phase de groupes avec huit équipes.
- Des demi-finales avec les deux premiers de chaque groupe
- Une finale.

Le tirage au sort a lieu le 29 novembre 2021.

## Équipes engagées
9 des 11 équipes de plein droit de l'OFC sont engagées dans ces éliminatoires, les Samoa et les Samoa américaines ayant déclaré forfait.
- Îles Cook
- Fidji
- Îles Salomon
- Nouvelle-Calédonie
- Nouvelle-Zélande
- Papouasie-Nouvelle-Guinée
- Tahiti
- Tonga
- Vanuatu

## Calendrier
La compétition se déroule du 14 au 30 mars 2022.

## Tournoi

### Match de barrage préliminaire
Un match de barrage préliminaire est programmé entre les deux associations les moins bien classées au classement FIFA à la date du 19 novembre 2021, soit les Tonga et les Îles Cook. Mais ce match n'a finalement pas lieu car, le 28 janvier 2022, les Tonga déclarent forfait du fait de la catastrophe naturelle qui a touché leur île. De ce fait, les îles Cook intègrent le tour suivant.

### Phase de groupes
Les Îles Cook rejoignent les 7 autres équipes déjà qualifiées. Les 8 équipes sont réparties dans 2 groupes de quatre.

#### Tirage au sort
Le tirage au sort se tient le 29 novembre 2021 à Zurich. En vue du tirage, les équipes sont placées dans 2 chapeaux en fonction de leur classement FIFA le plus récent.
| Chapeau 1                                                     | Chapeau 2                                         |
| ------------------------------------------------------------- | ------------------------------------------------- |
| Nouvelle-Zélande · Îles Salomon · Nouvelle-Calédonie · Tahiti | Fidji Vanuatu Papouasie-Nouvelle-Guinée Îles Cook |

#### Groupe A
| Rang | Équipe       | Pts     | J       | G       | N       | P       | Bp      | Bc      | Diff    |  | Résultats    |  |     |
| ---- | ------------ | ------- | ------- | ------- | ------- | ------- | ------- | ------- | ------- |  | ------------ |  | --- |
| 1    | Îles Salomon | 3       | 1       | 1       | 0       | 0       | 3       | 1       | +2      |  | Îles Salomon |  | 3-1 |
| 2    | Tahiti       | 0       | 1       | 0       | 0       | 1       | 1       | 3       | -2      |  | Tahiti       |  |     |
| 0    | Îles Cook    | Forfait | Forfait | Forfait | Forfait | Forfait | Forfait | Forfait | Forfait |  |              |  |     |
| 0    | Vanuatu      | Forfait | Forfait | Forfait | Forfait | Forfait | Forfait | Forfait | Forfait |  |              |  |     |

1re journée
| 17 mars 2022 | Îles Cook | 0 - 2 annulé | Îles Salomon         | Stade Grand Hamad, Doha ( Qatar)                         |                                                          |
| 17h00 UTC+3  |           |              | 20e Kaua · 45+1e Hou | Spectateurs : 0 (huis clos) Arbitrage : David Yareboinen | Spectateurs : 0 (huis clos) Arbitrage : David Yareboinen |

| 17 mars 2022 | Tahiti | Annulé | Vanuatu |  |  |
|              |        |        |         |  |  |

2e journée
| 20 mars 2022 | Îles Cook | Annulé | Tahiti |  |  |
|              |           |        |        |  |  |

| 20 mars 2022 | Îles Salomon | Annulé | Vanuatu |  |  |
|              |              |        |         |  |  |

3e journée
| 24 mars 2022 | Îles Salomon        | 3 - 1   | Tahiti    | Stade Grand Hamad, Doha ( Qatar)                       |                                                        |
| 17h00 UTC+3  | Lea'i 20e 52e 90+6e | (1 - 1) | 26e Tehau | Spectateurs : 0 (huis clos) Arbitrage : Matthew Conger | Spectateurs : 0 (huis clos) Arbitrage : Matthew Conger |
| 17h00 UTC+3  | Rapport             |         |           | Spectateurs : 0 (huis clos) Arbitrage : Matthew Conger | Spectateurs : 0 (huis clos) Arbitrage : Matthew Conger |

| 24 mars 2022 | Vanuatu | Annulé | Îles Cook |  |  |
|              |         |        |           |  |  |

#### Groupe B
| Rang | Équipe                    | Pts | J | G | N | P | Bp | Bc | Diff |  | Résultats                 |     |     |     |     |
| ---- | ------------------------- | --- | - | - | - | - | -- | -- | ---- |  | ------------------------- | --- | --- | --- | --- |
| 1    | Nouvelle-Zélande          | 9   | 3 | 3 | 0 | 0 | 12 | 1  | +11  |  | Nouvelle-Zélande          |     |     | 4-0 | 7-1 |
| 2    | Papouasie-Nouvelle-Guinée | 6   | 3 | 2 | 0 | 1 | 3  | 2  | +1   |  | Papouasie-Nouvelle-Guinée | 0-1 |     |     | 1-0 |
| 3    | Fidji                     | 3   | 3 | 1 | 0 | 2 | 3  | 7  | -4   |  | Fidji                     |     | 1-2 |     |     |
| 4    | Nouvelle-Calédonie        | 0   | 3 | 0 | 0 | 3 | 2  | 10 | -8   |  | Nouvelle-Calédonie        |     |     | 1-2 |     |

1re journée
| 18 mars 2022 | Papouasie-Nouvelle-Guinée | 0 - 1   | Nouvelle-Zélande           | Stade de Qatar SC, Doha ( Qatar)                          |                                                           |
| 17h00 UTC+3  |                           | (0 - 0) | 76e Waine                  | Spectateurs : 0 (huis clos) Arbitrage : Saoud Ali Al-Adba | Spectateurs : 0 (huis clos) Arbitrage : Saoud Ali Al-Adba |
| 17h00 UTC+3  | Komolong 75e              | Rapport | 14e Lewis · 90+2e Rogerson | Spectateurs : 0 (huis clos) Arbitrage : Saoud Ali Al-Adba | Spectateurs : 0 (huis clos) Arbitrage : Saoud Ali Al-Adba |

| 18 mars 2022 | Nouvelle-Calédonie | 1 - 2   | Fidji           | Stade de Qatar SC, Doha ( Qatar)                             |                                                              |
| 20h00 UTC+3  | Wetria 78e         | (0 - 1) | 11e 89e Nalaubu | Spectateurs : 0 (huis clos) Arbitrage : Mohammed Al-Shammari | Spectateurs : 0 (huis clos) Arbitrage : Mohammed Al-Shammari |
| 20h00 UTC+3  | Rapport            |         |                 | Spectateurs : 0 (huis clos) Arbitrage : Mohammed Al-Shammari | Spectateurs : 0 (huis clos) Arbitrage : Mohammed Al-Shammari |

2e journée
| 21 mars 2022 | Papouasie-Nouvelle-Guinée | 1 - 0   | Nouvelle-Calédonie          | Stade de Qatar SC, Doha ( Qatar)                            |                                                             |
| 17h00 UTC+3  | Semmy 8e                  | (1 - 0) |                             | Spectateurs : 0 (huis clos) Arbitrage : Joel Ephred Hopkken | Spectateurs : 0 (huis clos) Arbitrage : Joel Ephred Hopkken |
| 17h00 UTC+3  |                           | Rapport | 88e Decoire · 90+3e Fenepej | Spectateurs : 0 (huis clos) Arbitrage : Joel Ephred Hopkken | Spectateurs : 0 (huis clos) Arbitrage : Joel Ephred Hopkken |

| 21 mars 2022 | Nouvelle-Zélande                             | 4 - 0   | Fidji                                            | Stade de Qatar SC, Doha ( Qatar)                            |                                                             |
| 20h00 UTC+3  | Wood 45e 73e · Just 71e · Lewis 90+3e (pen.) | (1 - 0) |                                                  | Spectateurs : 0 (huis clos) Arbitrage : Salman Ahmad Falahi | Spectateurs : 0 (huis clos) Arbitrage : Salman Ahmad Falahi |
| 20h00 UTC+3  | Pijnaker 29e · Just 68e                      | Rapport | 7e Gonerau · 65e Raju · 65e Krishna · 90+2e Alam | Spectateurs : 0 (huis clos) Arbitrage : Salman Ahmad Falahi | Spectateurs : 0 (huis clos) Arbitrage : Salman Ahmad Falahi |

3e journée
| 24 mars 2022 | Nouvelle-Zélande                                                                  | 7 - 1   | Nouvelle-Calédonie                   | Stade de Qatar SC, Doha ( Qatar)                       |                                                        |
| 20h00 UTC+3  | Greive 11e 45+2e · Rogerson 36e (pen.) · de Jong 74e · Tuiloma 81e · Wood 83e 90e | (3 - 1) | 12e Saïko                            | Spectateurs : 0 (huis clos) Arbitrage : Norbert Hauata | Spectateurs : 0 (huis clos) Arbitrage : Norbert Hauata |
| 20h00 UTC+3  | McCowatt 24e                                                                      | Rapport | 39e Sansot · 86e Neoere · 90+4e Waya | Spectateurs : 0 (huis clos) Arbitrage : Norbert Hauata | Spectateurs : 0 (huis clos) Arbitrage : Norbert Hauata |

| 24 mars 2022 | Fidji           | 1 - 2   | Papouasie-Nouvelle-Guinée | Stade Grand Hamad, Doha ( Qatar)                            |                                                             |
| 20h00 UTC+3  | Waranaivalu 12e | (1 - 1) | 45+2e Kepo · 63e Semmy    | Spectateurs : 0 (huis clos) Arbitrage : Abdulhadi Al Ruaile | Spectateurs : 0 (huis clos) Arbitrage : Abdulhadi Al Ruaile |
| 20h00 UTC+3  | Waranaivalu 42e | Rapport |                           | Spectateurs : 0 (huis clos) Arbitrage : Abdulhadi Al Ruaile | Spectateurs : 0 (huis clos) Arbitrage : Abdulhadi Al Ruaile |

### Demi-finales
| 27 mars 2022 | Îles Salomon            | 3 - 2   | Papouasie-Nouvelle-Guinée | Stade Grand Hamad, Doha ( Qatar)                                        |                                                                         |
| 17h00 UTC+3  | Hou 33e 66e · Lea'i 71e | (1 - 1) | 24e Komolong · 88e Kepo   | Spectateurs : 0 (huis clos) Arbitrage : Mohammed Abdulla Hassan Mohamed | Spectateurs : 0 (huis clos) Arbitrage : Mohammed Abdulla Hassan Mohamed |
| 17h00 UTC+3  | Rapport                 |         |                           | Spectateurs : 0 (huis clos) Arbitrage : Mohammed Abdulla Hassan Mohamed | Spectateurs : 0 (huis clos) Arbitrage : Mohammed Abdulla Hassan Mohamed |

| 27 mars 2022 | Nouvelle-Zélande | 1 - 0   | Tahiti | Stade Grand Hamad, Doha ( Qatar)                              |                                                               |
| 20h30 UTC+3  | Cacace 70e       | (0 - 0) |        | Spectateurs : 0 (huis clos) Arbitrage : Abdulrahman Al-Jassim | Spectateurs : 0 (huis clos) Arbitrage : Abdulrahman Al-Jassim |
| 20h30 UTC+3  | Rapport          |         |        | Spectateurs : 0 (huis clos) Arbitrage : Abdulrahman Al-Jassim | Spectateurs : 0 (huis clos) Arbitrage : Abdulrahman Al-Jassim |

### Finale
| 30 mars 2022 | Îles Salomon          | 0 - 5   | Nouvelle-Zélande                                          | Stade Grand Hamad, Doha ( Qatar)                        |                                                         |
| 20h00 UTC+3  |                       | (0 - 2) | 23e 69e Tuiloma · 39e Wood · 49e Joe Bell · 90+1e Garbett | Spectateurs : 0 (huis clos) Arbitrage : Nawaf Shukralla | Spectateurs : 0 (huis clos) Arbitrage : Nawaf Shukralla |
| 20h00 UTC+3  | Kaua 10e · Kofana 79e | Rapport | 35e Stamenic                                              | Spectateurs : 0 (huis clos) Arbitrage : Nawaf Shukralla | Spectateurs : 0 (huis clos) Arbitrage : Nawaf Shukralla |

## Barrage intercontinental
Le vainqueur des éliminatoires de la zone Océanie affronte en barrage intercontinental une équipe de la confédération d'Amérique du Nord, Centrale et Caraïbes sur un match unique à Doha au Qatar le 14 juin 2022 afin d'obtenir la dernière place en phase finale de la Coupe du monde.
| Équipe 1   | Résultat | Équipe 2         |
| ---------- | -------- | ---------------- |
| Costa Rica | 1 - 0    | Nouvelle-Zélande |